# Президент Австрии
Федеральный президент Австрии (нем. Österreichischer Bundespräsident) — выборный глава Австрийской Республики. 

## Избрание
Федеральный президент избирается народом в 2 тура при закрытом втором туре сроком на 6 лет при праве одного переизбрания. Пассивное избирательное право — с 35 лет. Ни один из президентов никогда не проигрывал выборы, баллотируясь на второй срок, однако Курт Вальдхайм, который стал президентом в 1986 году, отказался баллотироваться на второй срок в 1992 году.

## Статус Федерального президента
Федеральный президент не может быть членом Национального Совета или ландтага. Он не может быть привлечён к уголовной ответственности без разрешения Федерального Собрания. 

## Замещение
Федеральный президент замещается Федеральным канцлером, а в случае более длительной невозможности исполнять свои обязанности — Председателем Национального Совета. 

## Полномочия
- Представительство государства как вовне так и внутри;
- принятие иностранных послов;
- назначение и отзыв послов;
- заключение международных договоров;
- присваивает воинские и профессиональные звания;
- помилование.

## Политическая ответственность
Федеральный президент не несёт политической ответственности, все его распоряжения должны быть контрассигнованы федеральным канцлером и компетентным федеральным министром. 

## Резиденция
Контора федерального президента находится в Леопольдинском крыле императорского дворца Хофбург в Вене.